# Терехов, Игорь Леонидович
Игорь Леонидович Терехов (род. 22 августа 1954, Свердловск) — советский и российский художник, живописец-абстракционист. Член Московского Союза художников. Работы Терехова находятся в коллекции Государственного Русского музея в Санкт-Петербурге и частных собраниях России, Германии, Швейцарии, Франции, Канады, Сингапура, Японии.

## Биография
Родился 22 августа 1954 года в Свердловске.
С 1972 года живет в г. Жуковском (Московская область).
В 1977 году окончил Московский физико-технический институт по специальности инженер-физик.
В период учёбы начал активно заниматься живописью. С 1989 года регулярно участвует в выставках. В 2010 году вступил в Московский союз художников.

## Участие в выставках

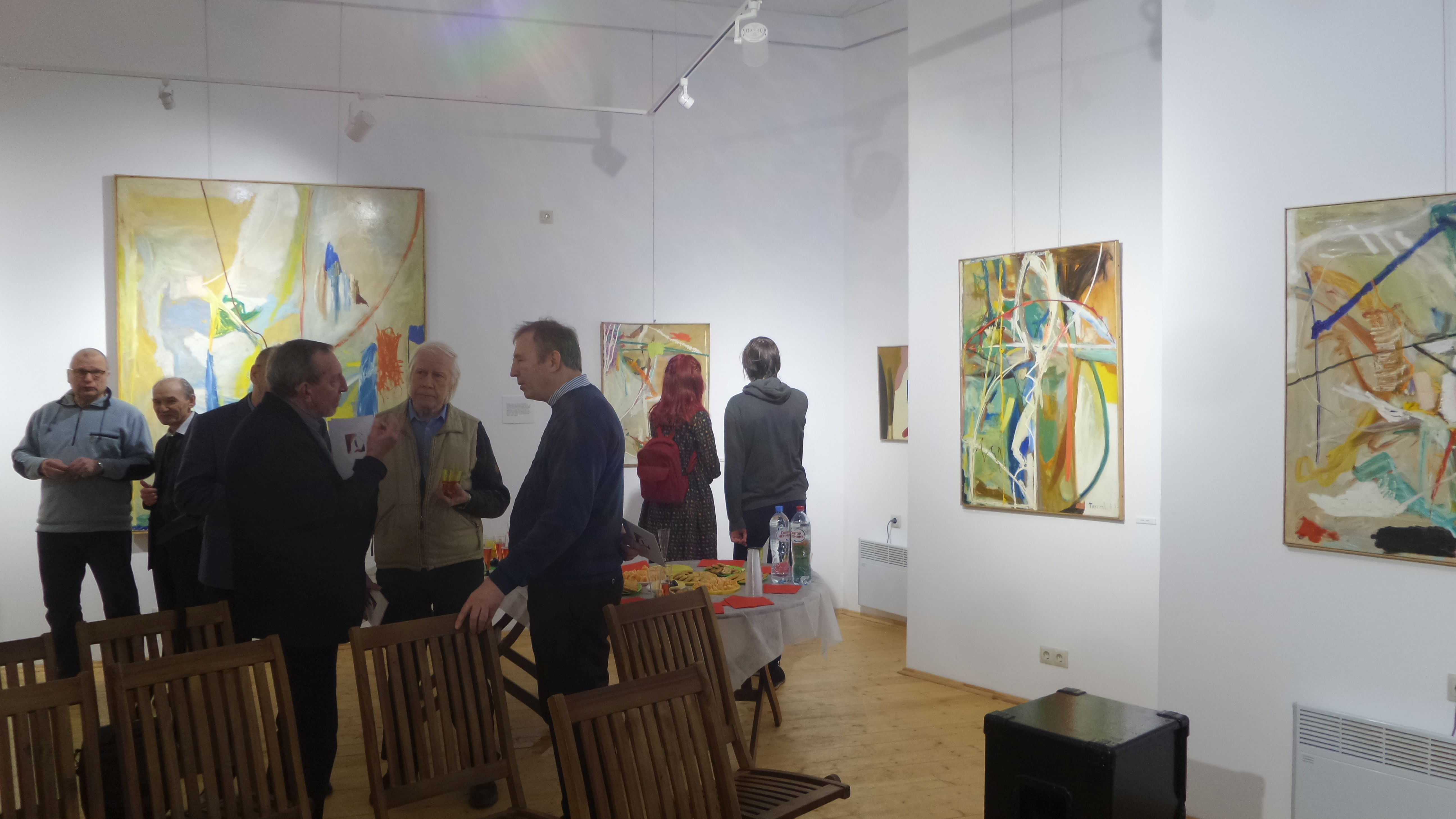
Персональная выставка Игоря Терехова в Москве в 2018 г.

- 1989 г. — осенняя выставка комитета художников-графиков (Малая Грузинская, 28, г. Москва).
- 1992 г. — выставка объединения «Пиковая Дама» в Государственной Третьяковской галерее.
- 1995 г. — персональная выставка в московском Доме композитора.
- 1996 г. — «Пути. Абстракция на пороге нового века». Выставка в галерее «Нагорная», г. Москва.
- 1997 г. — «Контр-авангард» — персональная выставка в Государственном институте искусствознания.
- 2002 г. — «Абстракция в России. 20 век», Государственный Русский музей, Санкт-Петербург.
- 2005 г. — «Чистейшая абстракция 05». Галерея «Pop/off/art».
- 2005 г. — «Actus purus». Персональная выставка в галерее «А3».
- 2007 г. — персональная выставка в посольстве Республики Сингапур, г. Москва.
- 2012 г. — персональная выставка в Красноярском музейном центре.
- 2014 г. — «Αλήθεια». Персональная выставка, галерея Товарищества живописцев МСХ.
- 2018 г. — «Устойчивое неравновесье». Персональная выставка, выставочный павильон «Арт-парк», г. Москва.